# شابي خورسندي
شابراك «شابي» خورسندي ((بالفارسية: شاپرک خرسندی)) ولدت في 8 حزيران / 1973) وهي مؤلفة وفنانة كوميدية بريطانية من أصل إيراني. ابنة الإيراني الساخر والشاعر هادي خورسندي تركت إيران منذ طفولتها في أعقاب الثورة الإسلامية.
في كانون الثاني / يناير 2016، أصبحت رئيس الرابطة الإنسانية البريطانية (المعروفة الآن باسم انسانيين المملكة المتحدة).

## وصلات خارجية
- الموقع الرسمي
- شابي خورسندي على موقع IMDb (الإنجليزية)
- شابي خورسندي على موقع ميوزك برينز (الإنجليزية)
- شابي خورسندي على موقع ديسكوغز (الإنجليزية)
- شابي خورسندي على موقع قاعدة بيانات الفيلم (الإنجليزية)
- Shappi Khorsandi at Comedy CV
- Shappi's Diary at Iranian.com
- Iranian diaspora: Shappi Khorsandi at BBC News Online
- Shappi Khorsandi at Melbourne Comedy Festival
- Chortle account